# Mark Edwards (Geistlicher)

Wappen von Mark Edwards

Mark Stuart Edwards OMI (* 14. Juni 1959 in Balikpapan, Indonesien) ist ein indonesisch-australischer Ordensgeistlicher und römisch-katholischer Bischof von Wagga Wagga.

## Leben
Mark Edwards kam im Alter von drei Jahren nach Australien. Er trat der Ordensgemeinschaft der Oblaten der Unbefleckten Jungfrau Maria bei, legte am 17. Februar 1984 seine Profess ab und empfing am 16. August 1986 das Sakrament der Priesterweihe in Melbourne.
Am 7. November 2014 ernannte ihn Papst Franziskus zum Titularbischof von Garba und zum Weihbischof in Melbourne. Die Bischofsweihe spendete ihm und dem mit ihm zum Weihbischof ernannten Terence Curtin der Erzbischof von Melbourne, Denis Hart, am 17. Dezember desselben Jahres. Mitkonsekratoren waren der frühere Apostolische Nuntius in Australien, Kurienerzbischof Paul Gallagher, und der Erzbischof von Brisbane, Mark Coleridge.
Am 26. Mai 2020 ernannte ihn Papst Franziskus zum Bischof von Wagga Wagga. Die Amtseinführung fand am 22. Juli desselben Jahres statt.